# Новий Явор
Новий Явор (пол. Nowy Jawor) — село в Польщі, у гміні Павлув Стараховицького повіту Свентокшиського воєводства.
Населення — 180 осіб (2011).
У 1975-1998 роках село належало до Келецького воєводства.

## Демографія
Демографічна структура на день 31 березня 2011 року:
|          | Загалом | Допрацездатний вік | Працездатний вік | Постпрацездатний вік |
| -------- | ------- | ------------------ | ---------------- | -------------------- |
| Чоловіки | 97      | 24                 | 58               | 15                   |
| Жінки    | 83      | 25                 | 43               | 15                   |
| Разом    | 180     | 49                 | 101              | 30                   |